# Moosbach, Oberösterreich
Moosbach är en ort och kommun  i Österrike. Den ligger i distriktet Braunau am Inn i förbundslandet Oberösterreich, 240 kilometer väster om huvudstaden Wien. 
Kommunen består av 16 orter (Ortschaften) (inom parentes invånarantal 1 januari 2024):

- Bäckenberg (27)
- Dietraching (75)
- Grubedt (39)
- Hainschwang (17)
- Hufnagl (38)
- Hunding (15)
- Matzelsberg (70)
- Moosbach (187)
- Reisach (14)
- Reisedt (55)
- Schacha (56)
- Spraidt (79)
- Steingassen (2)
- Waasen (446)
- Wimholz (5)
- Winden (21)